# Lo Que Ves No Es Lo Que Soy
"Lo Que Ves No Es Lo Que Soy" é uma canção da cantora e atriz mexicana Dulce María, lançada em 6 de novembro de 2020, como quarto single do quarto disco como solista da cantora, Origen (2021).

## Vídeo musical
O videoclipe oficial foi lançado em 10 de novembro de 2020, no canal oficial da cantora. O vídeo ilustra a rotina intensa da estrela internacional, com muito humor e diversão. Foi dirigido pelo seu marido Paco Álvarez e contou com a participação das sobrinhas de Dulce, além de alguns amigos.

## Paradas
A canção alcançou o primeiro lugar em número de downloads na plataforma do iTunes Store, em diversos países.

## Créditos
Créditos adaptados do Tidal.
- Dulce María – Artista principal, vocais, letra e composição
- Diego Ortega – Letra e composição
- Renée Suárez – Letra e composição
- Stefano Vieni – Produção

## Histórico de lançamento
| País  | Data                   | Formato                      |
| ----- | ---------------------- | ---------------------------- |
| Mundo | 06 de novembro de 2020 | Download digital / Streaming |